# Чёрная (верхний приток Невы)
Чёрная — правый и верхний приток Невы (в 70 км от устья).
Исток реки Чёрная располагается в деревне Щеглово, устье — в деревне Резвых. Длина реки — 30 километров. Водосборная площадь — 260 км². Река протекает с севера на юг во Всеволожском районе Ленинградской области.
Притоки: Толстый ручей, Дегтярка.
Река Чёрная изображена на картах 1770, 1810, 1853, 1915, 1939 гг.

## Галерея

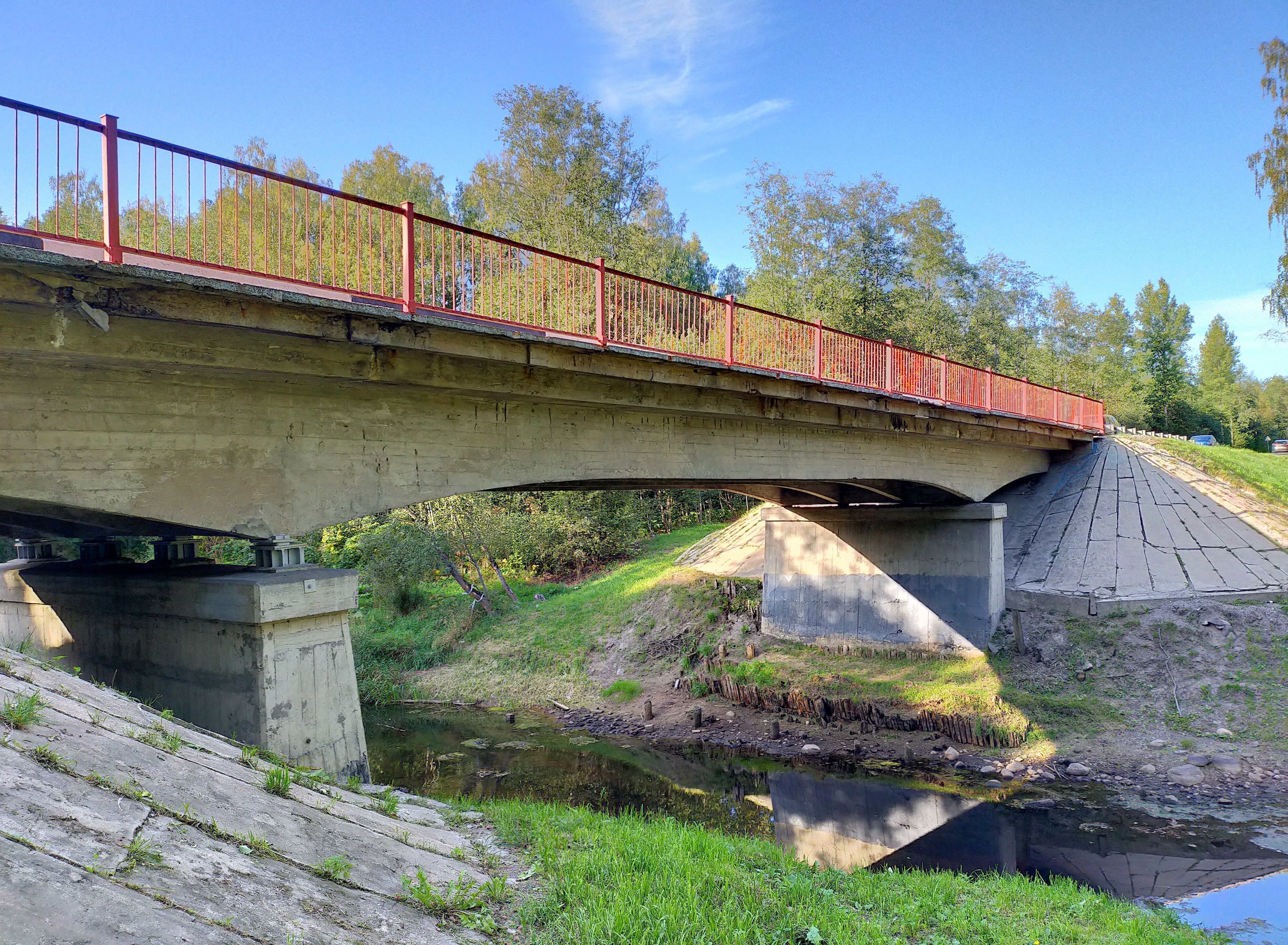
Мост через реку на пересечении с автодорогой А181
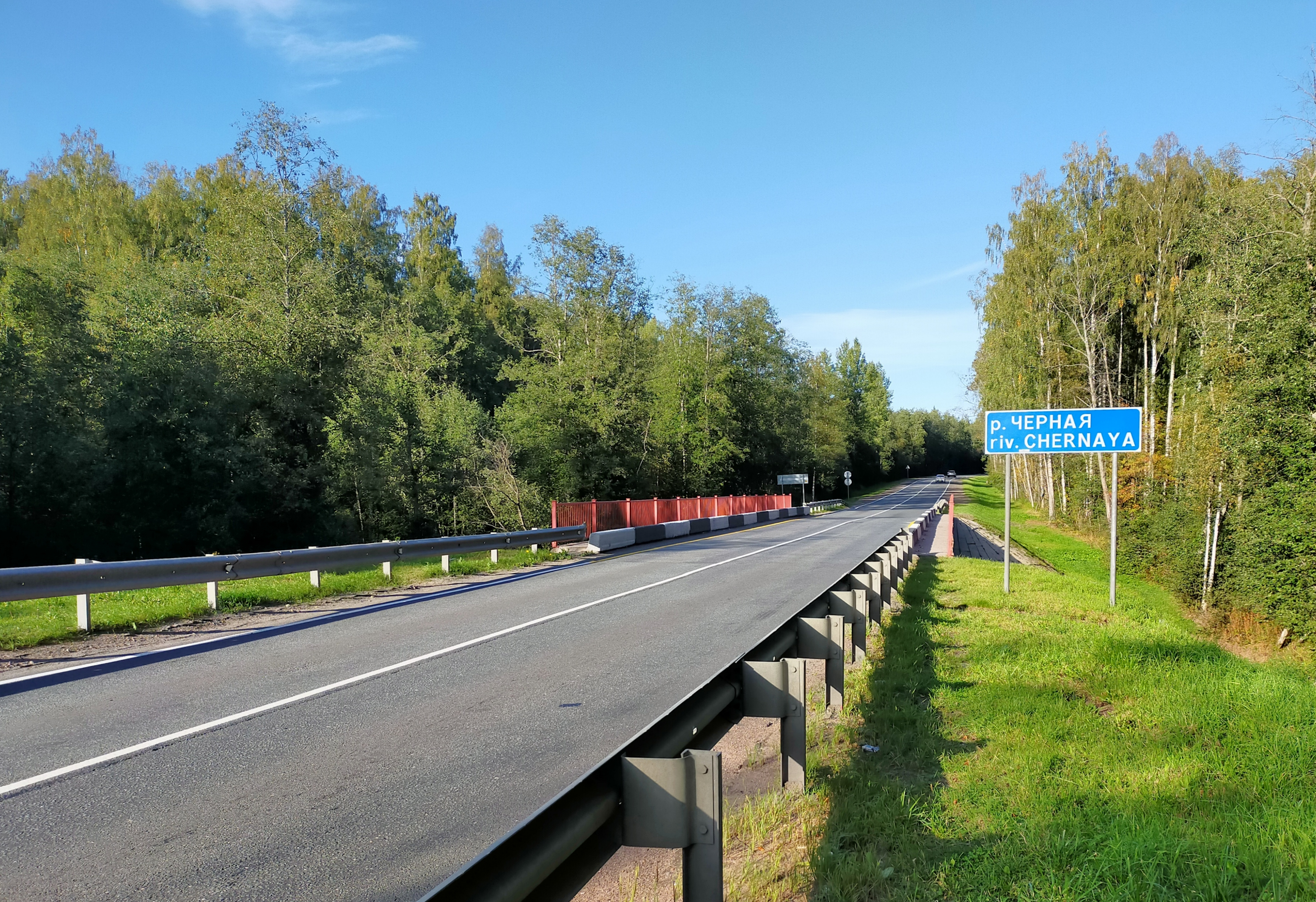
Дорожный указатель перед мостом
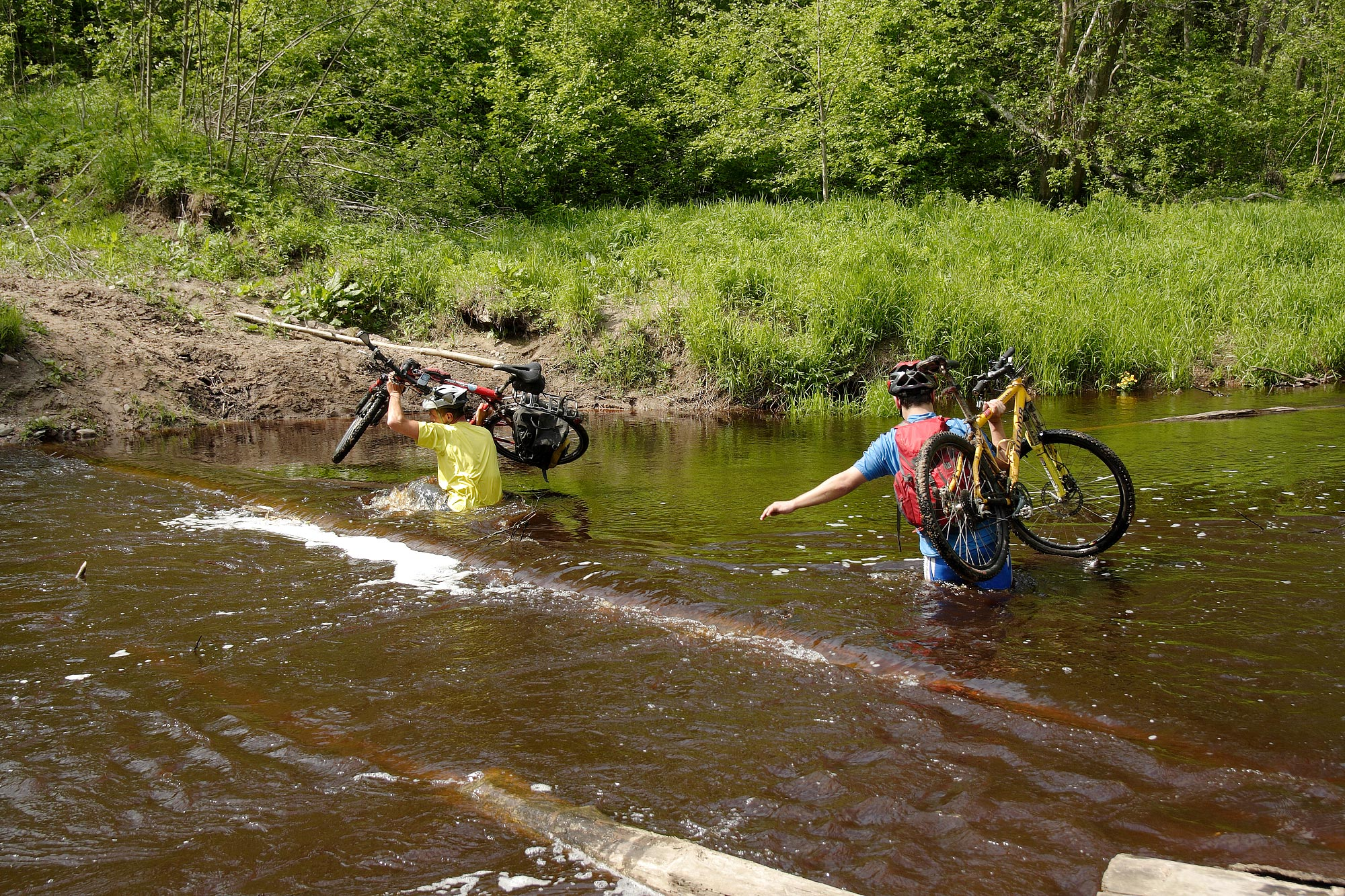
Переход реки вброд